# Equações de Madelung
As equações de Madelung ou as equações da hidrodinâmica quântica são uma formulação alternativa de Erwin Madelung equivalente à equação de Schrödinger, escrita em termos de variáveis hidrodinâmicas, similar às equações de Navier-Stokes da dinâmica dos fluidos. A derivação das equações de Madelung é semelhante à formulação de de Broglie-Bohm, que representa a equação de Schrödinger como uma equação quântica de Hamilton-Jacobi .

## Equações
As equações de Madelung  são equações de Euler quânticas:
{\displaystyle \partial _{t}\rho _{m}+\nabla \cdot (\rho _{m}\mathbf {u} )=0,}
{\displaystyle {\frac {d\mathbf {u} }{dt}}=\partial _{t}\mathbf {u} +\mathbf {u} \cdot \nabla \mathbf {u} =-{\frac {1}{m}}\mathbf {\nabla } (Q+V)}
onde {\displaystyle \mathbf {u} } é a velocidade do fluxo {\displaystyle \rho _{m}=m\rho =m|\psi |^{2}} é a densidade de massa, {\displaystyle Q=-{\frac {\hbar ^{2}}{2m}}{\frac {\nabla ^{2}{\sqrt {\rho }}}{\sqrt {\rho }}}=-{\frac {\hbar ^{2}}{2m}}{\frac {\nabla ^{2}{\sqrt {\rho _{m}}}}{\sqrt {\rho _{m}}}}} é o potencial quântico de Bohm e {\displaystyle V} é o potencial da equação de Schrödinger.  A circulação do campo de velocidade de fluxo ao longo de qualquer trajetória fechada obedece à condição auxiliar {\displaystyle {\begin{matrix}\Gamma \doteq \oint {m\mathbf {u} \cdot d\mathbf {l} }=2\pi n\hbar ,&n\in \mathbb {Z} \\\end{matrix}}}.
As equações de Madelung são derivadas escrevendo-se a função de onda na forma polar
{\displaystyle \psi (\mathbf {x} ,t)={\sqrt {{\frac {1}{m}}\rho _{m}(\mathbf {x} ,t)}}e^{{\frac {i}{\hbar }}S(\mathbf {x} ,t)}}
e substituindo esta forma na equação de Schrödinger
{\displaystyle i\hbar {\frac {\partial }{\partial t}}\psi (\mathbf {x} ,t)=\left[{\frac {-\hbar ^{2}}{2m}}\nabla ^{2}+V(\mathbf {x} ,t)\right]\psi (\mathbf {x} ,t)}
O fluxo de velocidade é definido por
{\displaystyle \mathbf {u} (\mathbf {x} ,t)={\frac {1}{m}}\mathbf {\nabla } S},
a partir do qual também descobrimos que {\displaystyle {\frac {1}{m}}\rho _{m}\mathbf {u} =\mathbf {j} ={\frac {\hbar }{2mi}}[\psi ^{*}(\nabla \psi )-\psi (\nabla \psi ^{*})]}, onde {\displaystyle \mathbf {j} } é a corrente de probabilidade da mecânica quântica padrão.
A força quântica, que é o negativo do gradiente do potencial quântico, também pode ser escrita em termos do tensor quântico de pressão.
{\displaystyle \mathbf {F_{Q}} =-\mathbf {\nabla } Q=-{\frac {m}{\rho _{m}}}\nabla \cdot \mathbf {p} _{Q}}
onde
{\displaystyle \mathbf {p} _{Q}=-(\hbar /2m)^{2}\rho _{m}\nabla \otimes \nabla \ln \rho _{m}}
A integral de energia armazenada no tensor de pressão quântica é proporcional à informação de Fisher, que é responsável pela qualidade das medições. Assim, de acordo com o limite de Cramér-Rao, o princípio da incerteza de Heisenberg é equivalente a uma desigualdade padrão para a eficiência (estatística) das medições. A definição termodinâmica do potencial químico quântico {\displaystyle \mu =Q+V={\frac {1}{\sqrt {\rho _{m}}}}{\widehat {H}}{\sqrt {\rho _{m}}}} segue do equilíbrio da força hidrostática acima {\displaystyle \nabla \mu =(m/\rho _{m})\nabla \cdot \mathbf {p} _{Q}+\nabla V}. De acordo com a termodinâmica, em equilíbrio, o potencial químico é constante em todos os lugares, o que corresponde diretamente à equação estacionária de Schrödinger. Portanto, os autovalores da equação de Schrödinger são energias livres, que diferem das energias internas do sistema.  A energia interna das partículas é calculada via {\displaystyle \ \varepsilon =\mu -\operatorname {tr} (\mathbf {p} _{Q})(m/\rho _{m})=-\hbar ^{2}(\nabla \ln \rho _{m})^{2}/8m+U} e está relacionado com a correção local de Carl Friedrich von Weizsäcker .  No caso de um oscilador harmônico quântico, por exemplo, pode-se facilmente mostrar que a energia do ponto zero é o valor do potencial químico do oscilador, enquanto a energia interna do oscilador é zero no estado fundamental,{\displaystyle \ \varepsilon =0}.  Assim, a energia do ponto zero representa a energia para colocar um oscilador estático no vácuo, o que mostra novamente que as flutuações do vácuo são a razão da mecânica quântica.